# Lista de prefeitos de Guapimirim
Esta é a lista de prefeitos do município de Guapimirim, estado brasileiro do Rio de Janeiro.
| Nº | Nome                                           | Imagem                | Partido                                          | Início do mandato      | Fim do mandato                          | Observações                                                  |
| 1  | Nélson do Posto                                |                       | Partido Liberal PL                               | 1º de janeiro de 1993  | 31 de março de 1996                     | Prefeito eleito em sufrágio universal renuncia o cargo       |
| —  | Sérgio Mauro Lima Fares                        |                       | Partido Progressista Brasileiro PPB              | 31 de março de 1996    | 31 de dezembro de 1996                  | Presidente da Câmara Municipal como prefeito interino        |
| 2  | Aílton Rosa Vivas                              |                       | Partido da Frente Liberal PFL                    | 1º de janeiro de 1997  | 31 de dezembro de 2000                  | Prefeito eleito em sufrágio universal                        |
| 2  | Aílton Rosa Vivas                              | Partido Liberal PL    | 1º de janeiro de 2001                            | 31 de dezembro de 2004 | Prefeito reeleito em sufrágio universal |                                                              |
| 3  | Nélson do Posto                                |                       | Partido do Movimento Democrático Brasileiro PMDB | 1º de janeiro de 2005  | 31 de dezembro de 2008                  | Prefeito eleito em sufrágio universal                        |
| 4  | Júnior do Posto                                |                       | Partido Trabalhista Cristão PTC                  | 1º de janeiro de 2009  | 9 de setembro de 2012                   | Prefeito eleito em sufrágio universal afastado por corrupção |
| 5  | Marcos Aurélio Dias                            |                       | Partido Social Democrata Cristão PSDC            | 10 de setembro de 2012 | 31 de dezembro de 2012                  | Vice-prefeito eleito no cargo de prefeito                    |
| 5  | Marcos Aurélio Dias                            | 1º de janeiro de 2013 | Partido Social Democrata Cristão PSDC            | 31 de dezembro de 2016 | Prefeito eleito em sufrágio universal   |                                                              |
| 6  | Jocelito Pereira de Oliveira, Zelito Tringuelê |                       | Partido Democrático Trabalhista PDT              | 1º de janeiro de 2017  | 31 de dezembro de 2020                  | Prefeito eleito em sufrágio universal                        |
| 7  | Marina Pereira da Rocha Fernandez              |                       | Partido da Mulher Brasileira PMB                 | 1° de janeiro de 2021  | 31 de dezembro de 2024                  | Prefeita eleita em sufrágio universal                        |
| 7  | Marina Pereira da Rocha Fernandez              | Agir AGIR             | 1° de janeiro de 2025                            | Atualidade             | Prefeita reeleita em sufrágio universal |                                                              |